# Bruchomorpha pallidipes
Bruchomorpha pallidipes är en insektsart som beskrevs av Stsl 1862. Bruchomorpha pallidipes ingår i släktet Bruchomorpha och familjen Caliscelidae. Inga underarter finns listade i Catalogue of Life.